# کوین وایدموند
کوین وایدموند (انگلیسی: Kevin Widemond؛ ۲۴ نوامبر ۱۹۸۵ – ۲۵ اکتبر ۲۰۰۹) بازیکن بسکتبال اهل ایالات متحده آمریکا بود.